# والتر ديكسون
والتر ديكسون (بالسويدية: Walter Dickson)‏ هو كاتب سويدي، ولد في 1916 في نيو هيفن في الولايات المتحدة، وتوفي في 1990 في فالكنبرغ في السويد.